# Мёртвый Донец

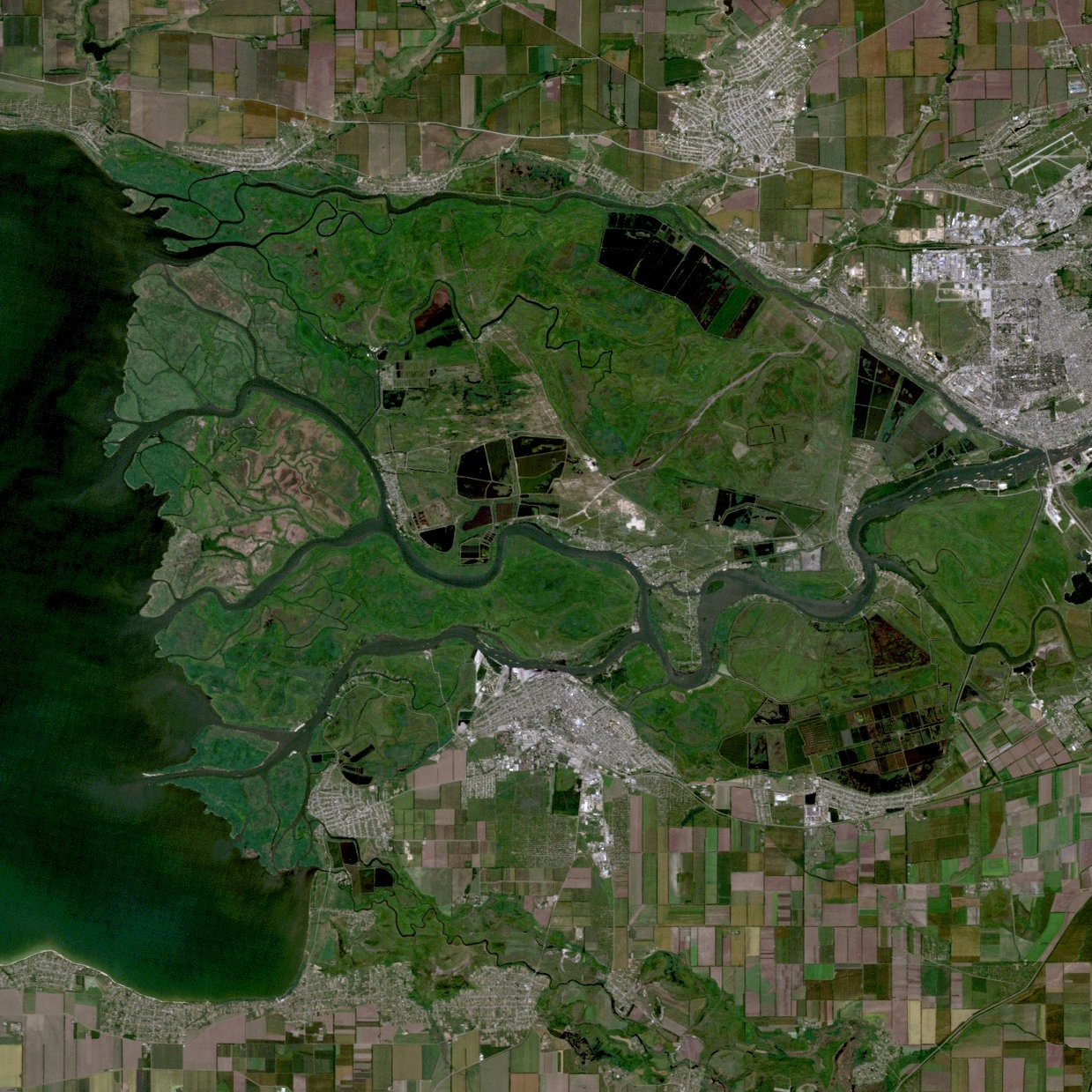
Спутниковый снимок дельты

Мёртвый Доне́ц — река в Ростовской области России, самый длинный из рукавов дельты Дона. Мёртвый Донец является протокой, соединяющей реку Дон с северной частью Таганрогского залива. От его истока начинается дельта Дона, и он же является её северной границей. Длина 36 км.

## Течение

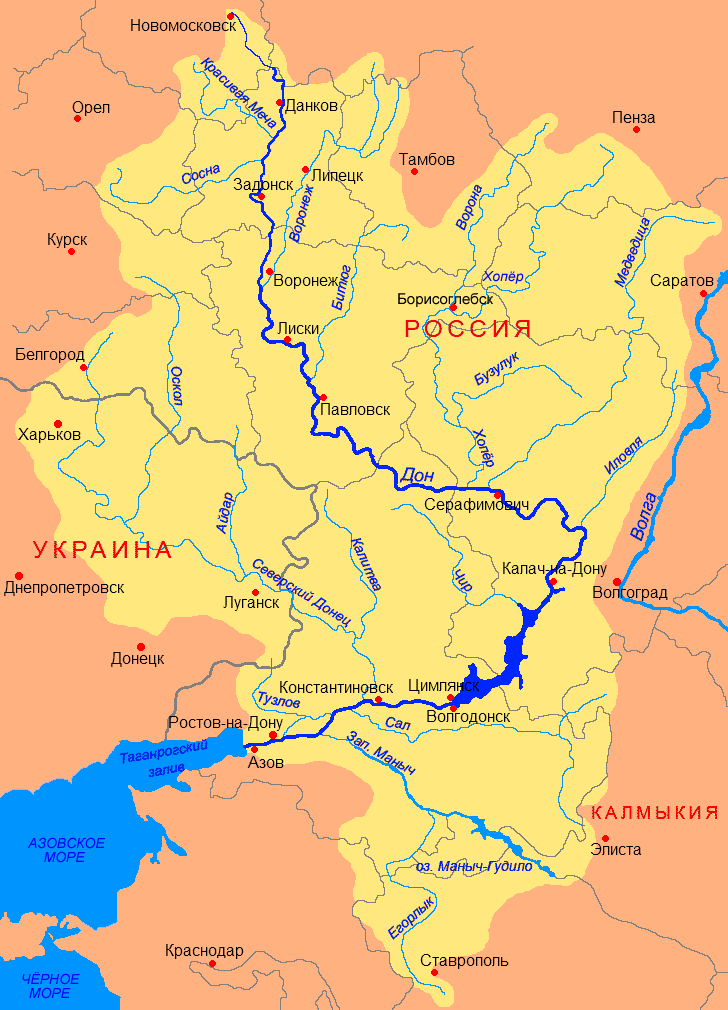
Бассейн Дона

Мёртвый Донец отделяется от реки Дон на территории города Ростова-на-Дону, ниже по течению от Западного (Гниловского) моста и выше Кумженской рощи, расположенной между Доном и Мёртвым Донцом. Вначале течёт на северо-запад, на правом берегу расположены микрорайоны Ростова-на-Дону, на левом берегу рыбоводные пруды. Ниже Каратаева принимает правый приток — реку Сухой Чалтырь. Пройдя 16 км своего течения, ниже хутора Калинина принимает правый приток — реку Мокрый Чалтырь. После впадения Мокрого Чалтыря река поворачивает на запад. Чуть выше станции Мыртыново принимает левый приток — ерик Лютик, у устье которого расположены остатки одноимённой крепости. Ниже расположен исторический хутор Хапры. Он был основан казаками Хоперского полка. У Недвиговки принимает правый приток — Каменную балку, чуть ниже от реки отделяется гирло Терновое, ещё ниже, на правом берегу расположены останки древнего города Танаис. Ниже Танаиса, река соединена с гирлом Терновым протокой, образуя остров Терновой, памятник природы. У села Синявского принимает правый и последний приток — Донской Чулек. Мёртвый Донец на всём своём протяжении протекает вдоль Железной дороги Ростов-на-Дону—Таганрог. Впадает в Таганрогский залив к юго-востоку от хутора Морской Чулек.
Река протекает по территории Мясниковского и Неклиновского районов, а также по территории городского округа Ростова-на-Дону.

## Рыба
Мёртвый Донец — это путь сезонной миграции рыбы ценных проходных пород на нерест и обратно в море. Здесь проходят шемая, сельдь, осётр. Лещ, сазан, рыбец, судак ещё нерестятся частью здесь, частью проходят вверх в Дон. Но после строительства Гниловского моста через Дон экологическое состояние самого длинного гирла Дона резко ухудшилось. Оставленный строителями искусственный мыс создаёт препятствие свободному току воды. Исток Мёртвого Донца заиливается и уже превратился в небольшую протоку. В связи с уменьшением проточности резко повысился риск отравления воды сточными водами предприятий, расположенных в Западной промзоне города Ростова-на-Дону. ГПЗ-10, химзавод и прочие предприятия неоднократно подвергались административным наказаниям. Однако массовые потравы рыбы случаются с угрожающей регулярностью. Так, в 2002 году четыре раза, а в 2003 году дважды берега Донца усеивала павшая от деятельности человека рыба, раки покидали реку и вылезали на берег.
Ранее Мёртвый Донец был рыбной рекой. Уникальность Мёртвого Донца заключалась в том, что он объединяет в себе водных обитателей Азовского моря и реки Дон, нашедших здесь благоприятные условия, как по составу кормовой базы, так и по химическому составу воды. Весной сюда на нерест заходили проходные породы рыб: шемая, рыбец, тарань, пузанок, кефаль, сула и другие морские обитатели, многие из которых нередко оставались здесь для летнего нагула. Из Дона сюда устремлялись донской лещ, сазан, карп, плотва, уклейка, щука, судаки, жерех, сом, окунь и другие речные обитатели. Наделённый богатой прибрежной и водной растительностью, а значит и богатый кормом, он неизменно привлекал к себе как речных, так и морских обитателей.

## Водный режим
На всём своём протяжении Мёртвый Донец не имеет ярко выраженного течения. Зимой замерзает, но не каждый год (из-за мягкого климата).

## Происхождение названия
На рукаве стояла древнегреческая колония Танаис. После многократного разорения города (окончательно погибшего на прежнем месте в V в.) и убийства его жителей рукав получил своё название (по разорённому городищу).

## Бассейн
- Мёртвый Донец
  - Сухой Чалтырь — (п)
    - б. Калмыцкая — (л)

  - Мокрый Чалтырь — (п)
    - б. Вторая — (л)
    - б. Первая — (л)
    - б. Банта-Бур — (п)
    - Хавалы — (л)

  - ер. Лютик — (п)
  - б. Каменная — (п)
  - Донской Чулек — (п)

## Населённые пункты
- г. Ростов-на-Дону
- х. Калинин
- х. Хапры
- х. Недвиговка
- с. Синявское